# Vinícius Goes
Vinícius Goes Barbosa de Souza (Curitiba, Brasil; 15 de abril de 1991) es un futbolista brasileño. Juega de centrocampista y su equipo actual es el Ceará.

## Trayectoria
Formado en las inferiores del Paraná, Vina debutó con el primer equipo en 2009 ante Brasiliense.
En noviembre de 2010, fue fichado por el Coritiba, inicialmente para el equipo sub-20, debutó en la Serie A el 26 de mayo de 2012 ante Botafogo.
Desde 2013 fue cedido a clubes del ascenso brasileño, fue hasta 2015 cuando se incorporó al Fluminense y regresó a la Serie A.
Tras una temporada, Vina fue transferido al Atlético Paranaense.
El 11 de enero de 2019, el jugador se incorporó al Atlético Mineiro.
Al año siguiente, en enero de 2020, Vina firmó en el Ceará.

## Estadísticas
Actualizado al último partido disputado el 13 de julio de 2023.
| Club                         | Div.          | Temporada     | Liga  | Liga  | Estatal | Estatal | Copas nacionales | Copas nacionales | Copas internacionales | Copas internacionales | Total | Total |
| Club                         | Div.          | Temporada     | Part. | Goles | Part.   | Goles   | Part.            | Goles            | Part.                 | Goles                 | Part. | Goles |
| ---------------------------- | ------------- | ------------- | ----- | ----- | ------- | ------- | ---------------- | ---------------- | --------------------- | --------------------- | ----- | ----- |
| Paraná · Brasil              | 2.ª           | 2009          | 0     | 0     | 2       | 0       | —                | —                | —                     | —                     | 2     | 0     |
| Paraná · Brasil              | 2.ª           | 2010          | 5     | 1     | 11      | 0       | 1                | 0                | —                     | —                     | 17    | 1     |
| Paraná · Brasil              | Total club    | Total club    | 5     | 1     | 13      | 0       | 1                | 0                | 0                     | 0                     | 19    | 1     |
| Coritiba · Brasil            | 1.ª           | 2012          | 4     | 0     | 1       | 0       | 1                | 0                | —                     | —                     | 6     | 0     |
| Coritiba · Brasil            | 1.ª           | 2013          | 4     | 0     | —       | —       | —                | —                | 1                     | 0                     | 5     | 0     |
| Coritiba · Brasil            | Total club    | Total club    | 8     | 0     | 1       | 0       | 1                | 0                | 1                     | 0                     | 11    | 0     |
| Londrina · Brasil            | 4.ª           | 2013          | 0     | 0     | 5       | 0       | —                | —                | —                     | —                     | 5     | 0     |
| Londrina · Brasil            | Total club    | Total club    | 0     | 0     | 5       | 0       | 0                | 0                | 0                     | 0                     | 5     | 0     |
| Tupi · Brasil                | 4.ª           | 2013          | 0     | 0     | 9       | 2       | 2                | 0                | —                     | —                     | 11    | 2     |
| Tupi · Brasil                | Total club    | Total club    | 0     | 0     | 9       | 2       | 2                | 0                | 0                     | 0                     | 11    | 2     |
| Esportivo · Brasil           | Est.          | 2014          | —     | —     | 6       | 1       | —                | —                | —                     | —                     | 6     | 1     |
| Esportivo · Brasil           | Total club    | Total club    | 0     | 0     | 6       | 1       | 0                | 0                | 0                     | 0                     | 6     | 1     |
| Anápolis · Brasil            | Est.          | 2014          | —     | —     | 6       | 3       | —                | —                | —                     | —                     | 6     | 3     |
| Anápolis · Brasil            | Total club    | Total club    | 0     | 0     | 6       | 3       | 0                | 0                | 0                     | 0                     | 6     | 3     |
| Náutico · Brasil             | 2.ª           | 2014          | 33    | 5     | 4       | 1       | 3                | 0                | —                     | —                     | 40    | 6     |
| Náutico · Brasil             | Total club    | Total club    | 33    | 5     | 4       | 1       | 3                | 0                | 0                     | 0                     | 40    | 6     |
| Fluminense · Brasil          | 1.ª           | 2015          | 20    | 3     | 16      | 1       | 3                | 0                | —                     | —                     | 39    | 4     |
| Fluminense · Brasil          | Total club    | Total club    | 20    | 3     | 16      | 1       | 3                | 0                | 0                     | 0                     | 39    | 4     |
| Atlético Paranaense · Brasil | 1.ª           | 2016          | 15    | 1     | 15      | 4       | 4                | 1                | —                     | —                     | 34    | 6     |
| Atlético Paranaense · Brasil | Total club    | Total club    | 15    | 1     | 15      | 4       | 4                | 1                | 0                     | 0                     | 34    | 6     |
| Náutico · Brasil             | 2.ª           | 2016          | 16    | 5     | —       | —       | —                | —                | —                     | —                     | 16    | 5     |
| Náutico · Brasil             | Total club    | Total club    | 16    | 5     | 0       | 0       | 0                | 0                | 0                     | 0                     | 16    | 5     |
| Bahia · Brasil               | 1.ª           | 2017          | 27    | 3     | —       | —       | —                | —                | —                     | —                     | 27    | 3     |
| Bahia · Brasil               | 1.ª           | 2018          | 29    | 4     | 21      | 8       | 4                | 1                | 6                     | 0                     | 60    | 13    |
| Bahia · Brasil               | Total club    | Total club    | 56    | 7     | 21      | 8       | 4                | 1                | 6                     | 0                     | 87    | 16    |
| Atlético Mineiro · Brasil    | 1.ª           | 2019          | 24    | 2     | 5       | 2       | —                | —                | 12                    | 3                     | 41    | 7     |
| Atlético Mineiro · Brasil    | Total club    | Total club    | 24    | 2     | 5       | 2       | 0                | 0                | 12                    | 3                     | 41    | 7     |
| Ceará · Brasil               | 1.ª           | 2020          | 31    | 13    | 19      | 6       | 9                | 4                | —                     | —                     | 59    | 23    |
| Ceará · Brasil               | 1.ª           | 2021          | 34    | 8     | 10      | 1       | 2                | 0                | 5                     | 2                     | 51    | 11    |
| Ceará · Brasil               | 1.ª           | 2022          | 31    | 3     | 10      | 3       | 5                | 4                | 9                     | 2                     | 55    | 12    |
| Ceará · Brasil               | 2.ª           | 2023          | 0     | 0     | 3       | 0       | 0                | 0                | —                     | —                     | 3     | 0     |
| Ceará · Brasil               | Total club    | Total club    | 96    | 24    | 42      | 10      | 16               | 8                | 14                    | 4                     | 168   | 46    |
| Grêmio · Brasil              | 1.ª           | 2023          | 14    | 1     | 7       | 3       | 7                | 0                | —                     | —                     | 28    | 4     |
| Grêmio · Brasil              | Total club    | Total club    | 14    | 1     | 7       | 3       | 7                | 0                | 0                     | 0                     | 28    | 4     |
| Total carrera                | Total carrera | Total carrera | 287   | 49    | 150     | 23      | 41               | 10               | 33                    | 7                     | 511   | 101   |

## Palmarés

### Títulos estatales
| Título                | Club                | País               | Año  |
| --------------------- | ------------------- | ------------------ | ---- |
| Campeonato Paranaense | Coritiba            | Pará               | 2012 |
| Campeonato Paranaense | Atlético Paranaense | Pará               | 2016 |
| Campeonato Baiano     | Bahia               | Bahía              | 2018 |
| Copa do Nordeste      | Ceará               | Región Nordeste    | 2020 |
| Campeonato Gaúcho     | Grêmio              | Río Grande del Sur | 2023 |